# Al-Mansur Ali
Al-Mansur Ali (arabsko المنصور على), s polnim imenom al-Malik al-Mansur Nur ad-din Ali ibn Ajbak (arabsko الملك المنصور نور الدين علي بن أيبك) 
je bil drugi sultan Mameluškega sultanata, * okoli 1242, † po 1266.
Nekateri zgodovinarji menijo, da je bil prvi mameluški sultan Šadžar al-Dur, zato je zanje al-Mansur Ali tretji mameluški sultan in ne drugi. Vladal je od leta 1257 do 1259 po atentatu na njegovega očeta Ajbaka v burnem obdobju, ki je bilo priča mongolski invaziji na islamski svet.

## Vir
Shayal, Jamal. Tarikh Misr al-Islamiyah (History of Islamic Egypt), dar al-Maref, Cairo 1266, ISBN 977-02-5975-6
| Al-Mansur Ali Mameluški sultanatRojen: ok. 1242 Umrl: po 1266 |                         |                              |
| Vladarski nazivi                                              |                         |                              |
| Predhodnik: Iz al-Din Ajbak                                   | Sultan Egipta 1257–1259 | Naslednik: Saif ad-Din Kutuz |